# Dishforth
Dishforth is een civil parish in het bestuurlijke gebied Harrogate, in het Engelse graafschap North Yorkshire. In 2001 telde het dorp 719 inwoners.

## Geboren
- William Grainge (1818-1895), antiquaar, dichter en historicus